# Pomezani
Pomezani so bili pruski klan. Živeli so v Pomezaniji (poljsko Pomezania, litovsko Pamedė, nemško Pomesanien), zgodovinski regiji v sedanji severni Poljski med rekama Nogat in Visla na zahodu in reko Eblat na vzhodu, okoli sedanjih mest  Elbląg in Malbork. Kot najbolj zahodni pruski klan so bili Pomezani prvi, ki jih je podjarmil Tevtonski viteški red nemških križarjev med pohodom, na katerem naj bi pokristjanili pogansko prebivalstvo pokrajine Helmno. Pomezani so zaradi germanizacije in asimilacije v 17. stoletju izginili. 

## Ime
Po ljudski etimologiji naj bi Pomezani dobili ime po Pomesu, sinu Videvuta, legendarnemu poglavarju Prusov. Georg Gerullis je ugotovil, de njihovo ime izhaja iz staropruske besede pomedian, ki pomeni  rob gozda. Litovski izraz pamedė, ki ima enak pomen, je uvedel  Kazimieras Būga.

## Zgodovina
Ozemlje Pomezanov je bilo naseljeno vsaj od 9. stoletja, verjetno pa že prej. Čisto na začetku 13. stoletja je bilo število prebivalcev ocenjeno na okoli 16.000–20.000. Klan je skupaj s svojimi sosedi Pogezani pogosto vpadal na ozemlje Mazovije. Leta 1225 je vojvoda Konrad I. Mazovski prosil tevtonske viteze, naj zaščitijo njegovo ozemlje pred njihovimi napadi. Leta 1230 so se vitezi naselili v deželi Helmno in začeli prusko križarsko vojno. Leta 1231 so prečkali Vislo in zgradili trdnjavo Thorn (Torunj). Pomezanski vodja Pepin je neuspešno oblegal mesto, potem pa so ga ujeli in mučili do smrti. Leta 1233 so križarji začeli graditi Marienwerder  (Kwidzyn). Prusi so pozimi zbrali veliko vojsko in v veliki bitki na reki Sirgune (Dzierzgoń) doživeli tažak poraz. V naslednjih treh letih je bila vsa Pomezanija osvojena in postala del meniške države Tevtonskih vitezov. Red je leta 1237 v bližini starodavnega pruskega trgovskega mesta Truso ustanovil mesto  Elbing (Elbląg).
Leta 1243 je papeški legat Viljem iz Modene ustanovil Pomezansko škofijo in jo dal pod jurisdikcijo riškega nadškofa. Pomezanska škofija je kasneje prešla pod jurisdikcijo škofa v Bydgoszczu in tam ostala do leta 1821. Pomezani so se med prvo prusko vstajo (1242–1249) pridružili drugim pruskim klanom in bili edini, ki niso sodelovali v velikem pruskem uporu (1260–1274). Kot najzahodnejši pruski klan so bili najbolj izpostavljeni poljskim, pomorjanskim, mazovskim in kujavskim in nato nemškim kolonistom  in njihovim kulturam in bili morda prav zato  asimilirani hitreje kot drugi Prusi.
Leta 1454 je kralj Kazimir IV. Jagelo vključil regijo v Kraljevino Poljsko. Priključitev je bila potrjena v Drugem torunjskem sporazumu let 1466. Regija je postala del Malborškega vojvodstva v provinci Kraljeva Prusija in uspevala zaradi trgovanja z žitom med južnimi poljskimi provincami in kraljevim mestom Gdańsk. Zatem je trpela zaradi pustošenja in kuge, ki so jo prinesle švedsko-poljske vojne v 17. in zgodnjem 18. stoletju. V prvi delitvi  Poljske leta 1772 jo je priključila Kraljevina Prusija in jo nato združila z novoustanovljeno prusko provinco Vzhodna Prusija leta 1773. Med združitvijo Nemčije leta 1871 je s  preostalo Prusijo postala del Nemškega cesarstva. Po prvi svetovni vojni in ustanovitvi neodvisne Poljske je Versajska mirovna pogodba regijo dodelila Nemčiji kot del eksklave in province Vzhodna Prusija. V 30.  letih dvajsetega stoletja je nacistična Nemčija izvajala preganjanje poljske skupnosti v regiji, vključno z množično aretacijo poljskih voditeljev, aktivistov, učiteljev in študentov.  Po koncu druge svetovne vojne leta 1945 je Pomezanija po Potsdamskem sporazumu spet postala del Poljske. Trenutno je razdeljena med Varminsko-Mazursko in Pomorjansko vojvodstvo.

## Vir
- Simas Sužiedėlis, ur. (1970–1978). »Pamedė«. Encyclopedia Lituanica. Zv. IV. Boston, Massachusetts: Juozas Kapočius. str. 172–174. LCC 74-114275.